# District de Khargone
Le district de Khargone (hindi : खरगोन ज़िला) est un district de l'état du Madhya Pradesh, en Inde,

## Géographie
Au recensement de 2011, sa population compte 1 872 413 habitants.
Son chef-lieu est la ville de Khargone. 